# Gutenstetten
Gutenstetten è un comune tedesco di 1 325 abitanti, situato nel land della Baviera.